# Stínování (kartografie)
Stínování je nejčastějším typem kartografické reprezentace reliéfu pro tištěné i digitální mapy. Využívá virtuálního zdroje osvětlení, přičemž výsledné rozložení světla a stínu vytváří u struktur georeliéfu dojem třetího rozměru. 

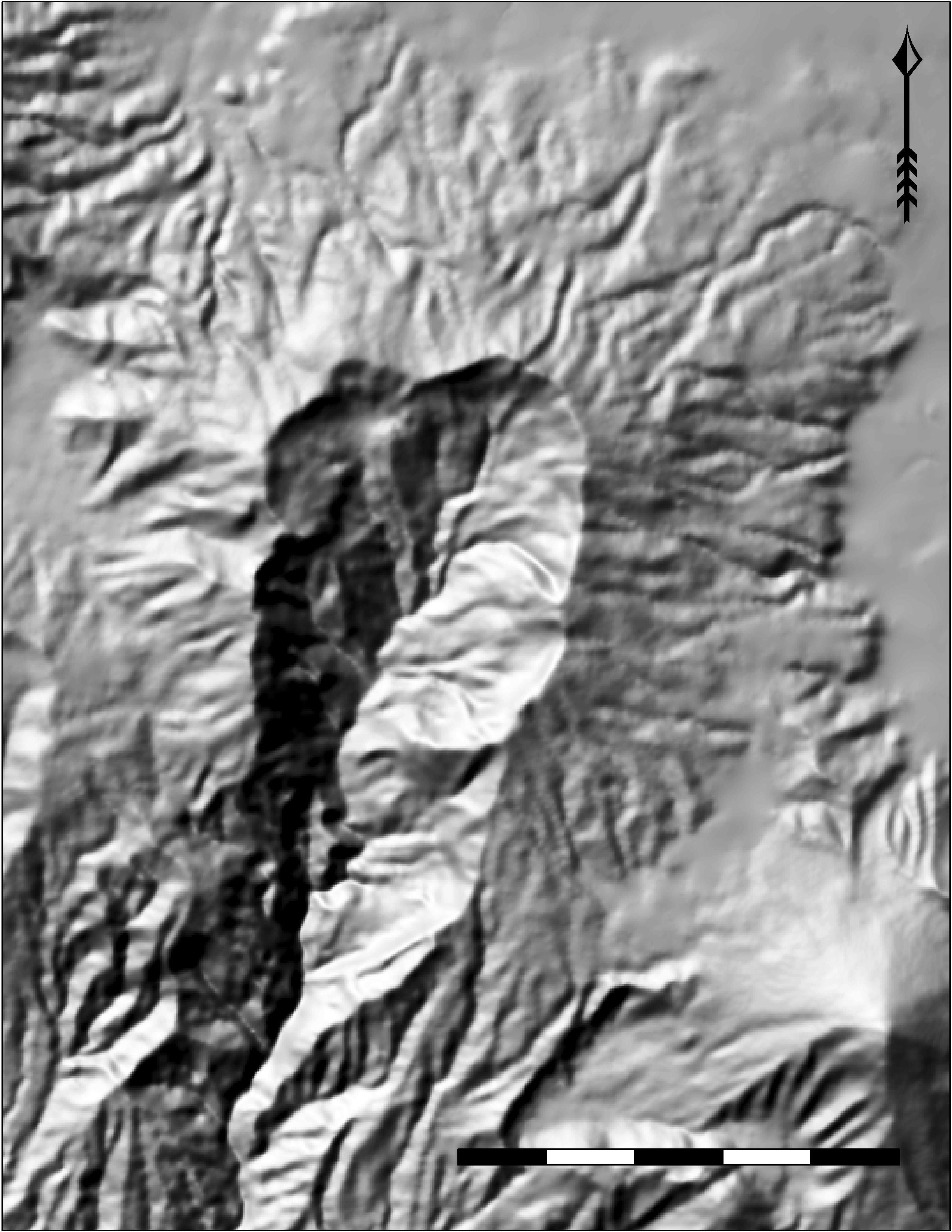
Stínovaný reliéf s osvětlením od severozápadu

## Definice
Tento přístup je založený na přirozené schopnosti člověka vytvořit pseudoprostorový vněm na základě vnímání rozložení rozdílů v osvětlení prostorových objektů. Při vyjádření georeliéfu se v dvoudimenzionální zobrazovací ploše mapy znázorňují rozdíly v jeho osvětlení a zastínění, které je čtenář schopný přirozeně vnímat a vytvořit si představu o rozložení forem georeliéfu. Vyjádření georeliéfu prostřednictvím stínování neumožňuje přesně zachytit výšky jednotlivých bodů georeliéfu, avšak umožňuje přirozené vnímání jednotlivých forem, jakož i větších struktur georeliéfu. Na rozdíl od jiných typů zobrazení reliéfu, jako jsou šrafy nebo vrstevnice, je tedy vhodné i pro uživatele s malými nebo žádnými zkušenostmi se čtením mapy nebo s omezenou schopností interpretace terénu. Stínování je vhodné také pro mapy malých měřítek, u kterých mohou být vrstevnice nerozeznatelné nebo nečitelné.
Většina stínovaných reliéfu používá virtuální zdroj osvětlení umístěný v levém horním rohu mapy, tedy na severozápadě (u map orientovaných na sever). Světlo z tohoto směru vrhá stíny na jihovýchodní svahy. Mezi tvůrci map je tento směr konvencí, která nebere v úvahu skutečnost, že Slunce jen zřídkakdy svítí na severní polokouli ze severozápadu, s výjimkou krátkého období kolem letního slunovratu. Tento směr byl stanoven na základě grafických pravidel vnímání. Světlo z opačného směru, tedy z jihovýchodu, často vytváří dojem inverzního reliéfu, kdy se hory zdají lidskému oku jako údolí a naopak.
Vedle hlavního směru osvětlení se vždy volí ještě vedlejší směr osvětlení, obvykle od severu. Tento směr osvětlení se využívá při stínování hřbetů, které jsou protaženy ve směru severozápad – jihovýchod a při použití pouhého hlavního směru osvětlení by byly na obou svazích stínovány stejně. Sklon dopadajících paprsků vůči vodorovné rovině by měl být jednotný na celé ploše mapy, aby se intenzita tónu v závislosti na sklonu svahů měnila všude stejně.
Pro podobnost se střídáním stínů ve skutečné krajině se místo přesnějšího a doporučovaného výrazu tónování běžně používá méně obecný, ale názornější a všeobecně rozšířenější termín stínovaní. Ve skutečnosti je však stínování pouze zvláštním druhem tónování.

## Historie
Vyjádření georeliéfu v mapách přitahuje pozornost kartografů již od nepaměti. Odráží to fakt, že georeliéf svými vlastnostmi významně ovlivňuje život lidské společnosti a ovlivňuje i prostorovou diferenciaci přírodních jevů, od kterých je lidská společnost závislá. Od počátků vyjadřování vlastností georeliéfu na mapách se vyvinulo velké množství přístupů (např. fyzickogeografické zobrazení, stínování, různé formy šrafování, izolinie, výškové body), které čtenáři umožňují vnímání vybraných vlastností georeliéfu.
Technika s názvem šerosvit, která využívá světlo a stín pro zobrazení trojrozměrných tvarů, byla využívána umělci již před mnoha staletími. Tuto techniku použil Leonardo da Vinci na svých mapách Toskánska z roku 1502 a 1503, které obsahovaly stínování reliéfu s osvětlením směřujícím zleva. Dřevoryty oblasti kolem Curychu ve Švýcarsku vytvořené o půl století později Murerem také používají stínování s bočním osvětlením.
Volba reprezentace forem reliéfu do značné míry závisela na dostupných technologiích. Dřevoryty a rytinové metody jsou vhodné pro lineární tvary, při kterých je dojem jasu vytvářen odstupem a šířkou linií (šraf). Orientováním těchto šraf podél spádnic a jejich shlukováním ve strmějších částech svahu se vytváří zajímavý efekt sklonového stínování, u kterého „strmější znamená tmavší“. Výsledky této metody znázorňující tvar reliéfu jsou v některých ohledech podobné těm, které získáme osvětlením modelu reliéfu shora. V důsledku toho se vyvinula alternativní forma, ve které se tloušťka linie mění v závislosti od orientace svahu vůči osvětlení, kterého virtuální zdroj se umísťoval obvykle do levého horního rohu mapy. U map orientovaných na sever to odpovídá severozápadnímu směru.
Přestože byla litografie vynalezena Aloisem Schneefelderem v roce 1796, našla své uplatnění v kartografii až po roce 1850. Tato technika dovolila výrobu barevných map, ale co je důležitější, vedla k použití půltónů (různých odstínů šedé), co umožnilo nahradit klasické šrafy. V 19. století vyvinul Wiechel grafickou metodu pro určení odstínu šedé na základě intervalu vrstevnic a orientace svahu. Avšak, nástroj pro generování odstínů šedé jako funkce orientace svahu v té době neexistoval. Asi nejpůsobivější manuálně stínované reliéfy byly vytvořeny v druhé polovině 20. století, před masovým nástupem digitální produkce, která manuální stínování téměř zcela nahradila.

## Vznik

### Manuální stínování
V minulosti bylo stínování tvořeno manuálně na základě průběhu vrstevnic, hřbetnic a údolnic nebo hydrografické sítě. Pro zobrazení reliéfu do tehdejších map byla pro kartografy nutná důkladná znalost krajiny. Speciálně vyškolení kartografové pečlivě analyzovali krajinu, aby určili, které výrazné terénní prvky mají být zvýrazněny, a zároveň aby minimalizovali vizuální dopad nezajímavých a zbytečných podrobností terénu.

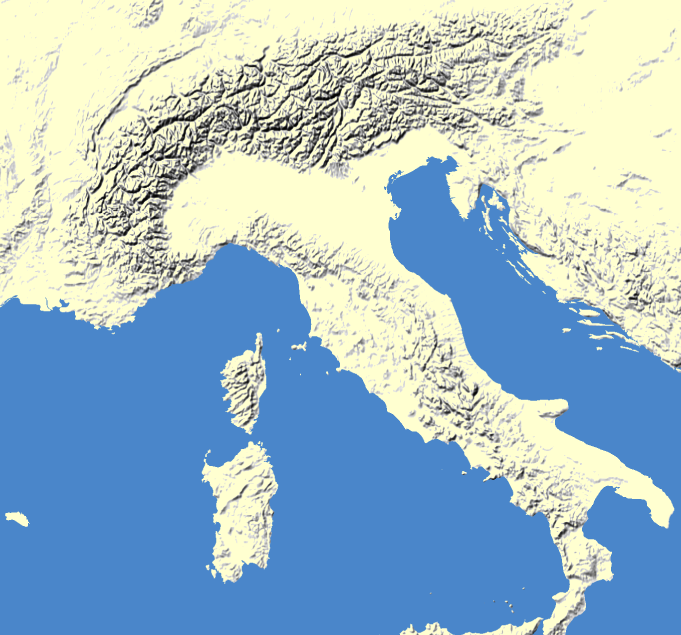
Manuálně stínovaný reliéf Alp a Itálie

Manuální stínování vždy vychází z vrstevnicového obrazu (modrokopie). Stín se vyjadřuje vykrýváním oblasti stínu velmi měkkou tužkou (6B), technikou těrkování, založenou na roztírání tuhového nebo křídového prášku nebo lavírováním, tj. stínováním rozmýváním tuše nebo barvy, metodou dark-plate neboli seškrabáváním šedé vrstvy nanesené na průsvitný list plastu.
Kartografové vyvinuli pro manuální stínování konstrukční zásady, které dělají čitelnější a vizuálně přijatelnější zobrazení jak velkých terénních forem, tak i detailních rysů terénu. Důležité prvky terénu jsou zvýrazněny lokální úpravou směru osvětlení podle prostorové orientace daného prvku. Lokálně stínované a osvětlené svahy pomáhají uživateli vnímat hlavní krajinné formy a zlepšují tak estetickou kvalitu mapy.
Jen několik kartografů dnes vytváří stínovaný reliéf ručně, zejména pro snadnost s jakou mohou být dnes produkovány digitálně. Například, stínovaný reliéf, kterého ruční vytvoření mohlo zabrat jeden měsíc, nyní vyžaduje jen pár minut tvorby v počítači pomocí digitálního modelu terénu a specializovaného software.

#### Švýcarská metoda stínování
Styl pro zobrazení reliéfu vyvinutý švýcarskými kartografy je velmi uznávaný pro svou estetičnost a detailnost a může být považován za příkladný model pro znázorňování reliéfu. Mezi průkopníky švýcarské horské kartografie patří Rudolf Leuzinger (1826 - 1896), který vytvořil první kolorovanou reliéfní mapu v roce 1863, dále Fridolin Becker (1854 - 1922) a Eduard Imhof (1895 - 1986). Becker zlepšil Leuzingerovu metodu rozvíjením přirozenějších barev pro zobrazení a také zdokonalil simulaci atmosférické perspektivy zvýšením kontrastu na vrcholech hor. Imhof vylepšil a standardizoval Beckerove principy, aby vytvořil základ pro vynikající mapový design uvedený na příkladu mapy „Graubunden“ z roku 1963. Aby se dosáhlo požadovaného trojrozměrného vzhledu stínování, navrhl Becker tyto zásady:
1. Nejvyšší místa se v mapě vykreslují jasnějšími odstíny barev a tmavšími stíny.
2. Síla stínování se zmenšuje směrem do údolí.
3. Namísto bílé, znázorňují údolní dno střední tóny. Ostatní prvky reliéfu nesmí být tímto tónem narušeny.
4. Nejvyšší vrcholky hor musí být zobrazeny s nejvyšším barevným kontrastem. Pro nižší oblasti by měli být barvy zeslabeny pro simulaci efektu atmosférické perspektivy.
5. Nemělo by být použito vrhání stínů.[7]

#### Fotomechanické stínování
Tento typ stínování spočívá v ofotografování šikmo osvětleného trojrozměrného modelu reliéfu a následné retuši vržených stínů. Jinou technikou je nastříkání reliéfní (trojrozměrné) mapy stříkací pistolí na stlačený vzduch, směr nástřiku byl volen od jihovýchodu.

### Automatické stínování
Od šedesátých let bylo stínování odvozeno analyticky z počítačových výpočtů založených na digitálních modelech reliéfu. Nicméně, současné automatické stínování do značné míry ignoruje tradiční kartografické techniky vyvinuté pro manuální stínování. Jedním z nejvýraznějších rozdílů mezi manuálním a automatickým stínováním je, že směr osvětlení při automatickém stínování obecně není upravitelný pro zvýraznění vybraného prvku terénu. Jeden směr osvětlení často nedokáže vytvořit stínovaný reliéf, který by účinně vykreslil terén atraktivním způsobem. Obecně platí, že kartografové dávají přednost čitelnosti a estetické kvalitě dobře provedeného manuálního stínování před automatickým. Nicméně, kartografové, kteří se snaží u automatického stínování přizpůsobit směr osvětlení, jsou pro žádaný výsledek nuceni udělat značné množství práce.

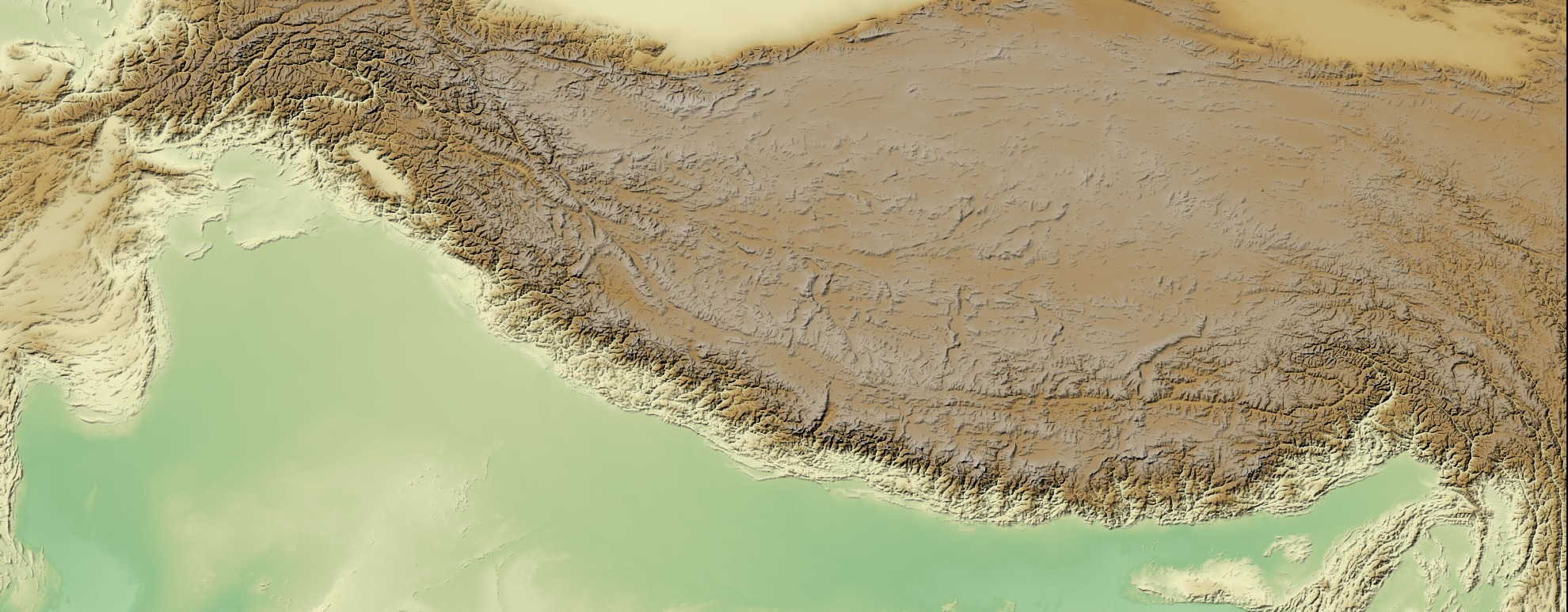
Automaticky stínované pohoří Himálaj

Automatizace kartografických pravidel a technik spojených s tradičním manuálním stínováním (ale v digitálním prostředí) je výhodná z několika důvodů: (1) stínovaný reliéf držící se principů manuálního stínování může být vytvořen rychleji, než dovolují současné metody; (2) mohou být vytvářeny estetičtější mapy; (3) dominantní krajinné prvky (hřbety, údolí) mohou být zobrazeny jasněji, co uživateli umožní snadněji a rychleji získat představu o celkové struktuře reliéfu, při zachování schopnosti rozeznat významné malé detaily; (4) techniky a nástroje používané pro zlepšení kvality map mohou být k dispozici všem tvůrcům map.

## Druhy stínování

### Sklonové tónování
Sklonové tónování (stínování při tzv. svislém osvětlení) je vybudováno na základě zásady, čím příkřejší, tím tmavší. Vodorovné plochy zůstávají bílé, šikmé plochy se tónují tím více, čím větší je úhel jejich sklonu. Stupnice sytosti tónů, zpravidla v šedé nebo šedomodré barvě, bývá až do 5° rozčleněna po 1°, aby mohly být vymodelovány i ploché části terénu, a poté po 5° až do stanoveného maximálního sklonu. Sklonové tónování nepůsobí dostatečně plasticky, a proto se samostatně nepoužívá.

### Stínování při šikmém osvětlení
Stínování při šikmém osvětlení je shodné s rozložením světla a stínu na šikmo shora osvětleném trojrozměrném modelu: přivrácené svahy jsou světlé, odvrácené svahy tmavé. Na vodorovné plochy nedopadají paprsky kolmo, a proto jsou stínovány, což je ovšem z hlediska jejich bohaté obsahové náplně nevýhodné. Na rozdíl od předchozího způsobu vyvolá toto stínování neobyčejně účinný, plasticky působící obraz.

### Kombinované stínování
Tato metoda stínování vznikla sloučením obou předchozích způsobů. Intenzita tónu se mění v závislosti na směru osvětlení a současně i na sklonu svahu. S každým ohybem vrstevnice a současně s každou změnou rozstupu vrstevnic je nutno měnit i intenzitu stínování. Vodorovné plochy zůstávají bílé. Kombinované stínování je nejvhodnějším a nejpoužívanějším druhem tónování.